# Позорница драмске уметности
Позорница драмске уметности (позната и као Позорница драмских уметности) је прво културно-уметничко друштво у Новом Саду које је неговало позоришни аматеризам и имало сталну професионалну сцену, као и кореспондентно и мултимедијално Дописно позориште. Овај својеврстан театар основан је 3. марта 1974. у оквиру Месне заједнице Роткварија у Новом Саду.

## Оснивање
Оснивачи друштва 1974. били су: 
- Младен Дражетин, књижевник,
- Владимир Стојанов, глумац,
- Десимир Стефановић, тада студент,
- Елени Андониаду, тада матуранткиња,
- Милорад Чубрило, ауто-механичар,
- Светлана Лазић, глумица,
- Дубравка Хергет, службеница,
- Михајло Молнар, економиста,
- Јован Жеков, машинбравар и
- Ева Фелдежди, фотограф.

## Професионална сцена
У оквиру професионалне сцене Позорнице драмске уметности делатност су развијали:
- Дечји театар "Анте Лаура"
- Театар за одрасле "Миленко Шуваковић"
- Хумористички театар "Нови Сад"

## Турнир духовитости
Из Хумористичког театра Позорнице драмске уметности израстао је Турнир духовитости, који се одржавао, по идеји Младена Дражетина и методу Дописног позоришта, у организацији Експрес Политике од 1977. до 1998. Под геслом „Смех на свој цех“, ово такмичење између села и градова одвијало се путем текстова на странама београдског дневника и у оквиру сценског извођења.

## Представе
У Театру, који носи име некадашњег познатог редитеља СНП Шуваковића, најзапаженија представа била је Малограђани Максима Горког у режији хрватског редитеља др Влатка Перковића (1990). У представи су наступали и познати глумци СНП (Иван Хајтл, Феодор Тапавички, Новак Билбија, Јелица Хаџић-Бјели и др.). У Дечјем театру најбоље су биле примљене представе Хајди и Мали принц. До сада је на професионалним и аматерским сценама изведено преко 150 позоришних комада и рецитала.

## Издаваштво
Друштво је покренуло своје гласило Позорница (излази повремено од 1975), као и едиције Трибина поезије и Масовна култура и уметност, у којој је као најзначајнија изашла књига др Петра Љубојева, универзитетски уџбеник Масовне комуникације (1996). У едицији "Трибина поезије" објављене су збирке песама Младена Дражетина "Туга сна" (1974) и "После лутања" (1981).

## Сарадња
Позорница драмске уметности остварила је сарадњу са СНП и другим позориштима у Србији и Републици Српској, као и сарадњу са многим познатим редитељима, глумцима и другим позоришним радницима.

## Председници Друштва
- Младен Дражетин (1974-1982),
- Велимир Миловановић (1982-1984),
- Младен Дражетин (1984-1988),
- Владимир Стојанов (1988-1994).

Након 1994. Стојанов је био управник професионалне сцене, а Дражетин генерални руководилац Друштва.